# Lyudmila Veselkova
Lyudmila Veselkova (Unión Soviética, 25 de octubre de 1950) es una atleta soviética retirada especializada en la prueba de 800 m, en la que ha conseguido ser subcampeona europea en 1982.

## Carrera deportiva
En el Campeonato Europeo de Atletismo de 1982 ganó la medalla de plata en los 800 metros, con un tiempo de 1:55.96 segundos, llegando a meta tras su compatriota soviética Olga Mineyeva que con 1:55.41 segundos batió el récord de los campeonatos, y por delante de la alemana Margrit Klinger (bronce).